# Owsei Temkin
Owsei Temkin (6 de octubre de 1902 – 18 de julio de 2002) fue un historiador de la medicina estadounidense nacido en Rusia y educado en Alemania. Fue director del Institute of the History of Medicine y profesor emérito de historia de la medicina en la Universidad Johns Hopkins. 
Se lo consideró uno de los mayores expertos en la conexión entre la medicina y la cultura a través de la historia. Durante su carrera publicó cientos de artículos y una docena de libros. 
Por sus contribuciones, recibió la Medalla George Sarton en 1960.